# Верхній і нижній індекси

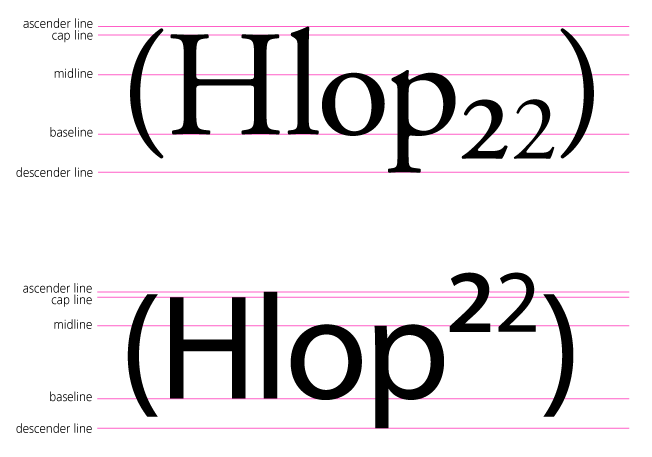
Приклад підрядкових і надрядкових символів. У кожному прикладі перша «2» є професійно розробленим гліфом, створеним спеціально для конкретної гарнітури; друга «2» є ручним наближенням із використанням зменшеної версії стандартної «2». Візуальна «вага» першої «2» краще поєднується з іншими символами. Верхній шрифт — це Adobe Garamond Pro; розмір субтитру становить близько 62 % від розміру оригінальних символів, що на 16 % менше від базової лінії. Другий шрифт — Myriad Pro; розмір надрядкового символу становить близько 60 % від оригінального, піднятий над базовою лінією приблизно на 44 %).

Верхній і нижній індекси, також підрядкові й надрядкові знаки (англ. subscript, англ. superscript) — це символи (наприклад, цифри або букви), які розташовуються трохи вище або трохи нижче базової лінії шрифту, відповідно. Зазвичай такі символи менші за розміром, ніж звичайний текст. Найчастіше надрядкові й підрядкові знаки використовуються в математичних і хімічних формулах і виразах, специфікаціях сполук та ізотопів, але мають і багато інших застосувань.
У професійній типографіці підрядкові та надрядкові знаки — це не просто звичайні символи, зменшені в розмірі: щоб вони візуально узгоджувалися з рештою шрифту, шрифтові дизайнери роблять їх трохи «важчими», ніж були б символи зменшеного розміру, — тобто подають їх середнім або жирним накресленням. Вертикальна відстань, на яку зміщуються символи, подані верхнім або нижнім індексом, від початкової базової лінії, залежить від гарнітури та способу їх утворення.
У друкарстві символи такого типу традиційно називають «верхніми» та «нижніми» (англ. superior, англ. inferior). В англійській мові ці терміни є досить архаїчними.

## Використання

Чотири найпоширеніші розташування підрядкових і надрядкових символів. Гарнітура Myriad Pro.

Та сама гарнітура може містити надрядкові й підрядкові гліфи у різних положеннях для різних застосувань. На малюнку наведено чотири найпоширеніші положення. Оскільки вони використовуються в різних контекстах, не всі букви й цифри можуть бути доступні в усіх положеннях. Наприклад, підрядкові букви, розташовані на базовій лінії, зустрічаються досить рідко. У багатьох гарнітурах передбачено лише обмежену кількість надрядкових літер. Попри на ці відмінності, усі гліфи зменшеного розміру позначаються однаковими загальними термінами «підрядковий» і «надрядковий», які є синонімами термінів «нижня літера (або цифра)» і «верхня літера (або цифра)», відповідно. У більшості шрифтів, які містять надрядкові й підрядкові літери, вони мають наперед визначений розмір та орієнтацію — це залежить від дизайну шрифту.

### Підрядкові знаки, розташовані нижче базової лінії
Одним із найхарактерніших прикладів використання підрядкових індексів є хімічні формули. Наприклад, хімічна формула глюкози має вигляд C6H12O6 — тобто її молекула складається з 6 атомів вуглецю, 12 атомів водню і 6 атомів кисню. Одна з найвідоміших молекул, вода, відома майже всім за своєю хімічною формулою: H2O — тобто вона містить 2 атоми водню та 1 атом кисню.
Нижній індекс використовується для розрізнення різних версій субатомних частинок. Так, електронне, мюонне і тау-нейтрино позначаються, відповідно, νe νμ і ντ. Позначення частинки може містити кілька індексів: наприклад,
Ω−
bbb — це позначення для омега-баріона з трьох нижніх кварків.
Аналогічним чином підрядкові індекси часто використовуються в математиці для визначення різних варіантів однієї змінної або значень однієї змінної в різні моменти часу: наприклад, у рівнянні x0 і xf можуть позначати початкове й кінцеве значення змінної x, а vр і vс — швидкості ракети й спостерігача.
Підрядкові знаки часто використовуються для позначення членів математичної послідовності, множини або елементів вектора. Наприклад, у послідовності O = (45, −2, 800), O3 позначає третій член послідовності O, який дорівнює 800.
Крім того, у математиці й обчислювальній техніці підрядковий індекс може використовуватися для позначення розряду або основи записаного числа, особливо коли кілька основ використовуються поряд одна з одною. Наприклад, порівнюючи значення в шістнадцятковій, десятковій та вісімковій системах числення, можна написати Chex = 12dec = 14oct або C16 = 1210 = 148. За допомогою підрядкових символів записують також основи логарифмів, наприклад: log232 = 5.
Числа з підрядковими знаками, розташованими нижче базової лінії, іноді використовують для запису знаменників степеневих дробів, наприклад 67/68 або 67/68.

### Підрядкові знаки, вирівняні за базовою лінією
Ці підрядкові знаки зазвичай використовуються лише в знаменниках діагональних дробів, як-от ½, а також для позначення відсотків %, проміле ‰ та базисного пункту ‱. Деякі стандартні скорочення передбачають використання діагональних дробів, наприклад:
- ℅ — care of
- ℀ — account of
- ℁ — addressed to the subject
- ℆ — cada uno/una (іспанська).

### Надрядкові знаки, які зазвичай не виходять за межі верхньої базової лінії
Ці надрядкові знаки зазвичай мають спільну базову лінію з цифрами чисельника, верхня частина яких вирівнюється за верхньою частиною повнорозмірних цифр основного шрифту. При цьому верхні виносні елементи малих літер (наприклад, в українській — і, й, ф, в англійській — d, k, h тощо) можуть виходити вище верхньої базової лінії.
В англійській мові надрядковими знаками іноді подають позначення порядкових числівників (порядкових індикаторів 1st, 2nd, 3rd, 4th), але багато англомовних стилістичних довідників не рекомендують цього робити. У романських мовах використовується подібна конвенція: наприклад, у французькій — 1er, 2e, у галісійській та італійській — 4ª і 4º, у португальській та іспанській — 4.ª і 4.º.
У середньовічних рукописах для скорочення тексту використовували багато надрядкових і підрядкових знаків. Згодом вони перетворилися на сучасні діакритичні знаки (гліфи, або «акценти», розміщені над або під літерою). Крім того, у середньоверхньонімецькій мові умлаути та інші модифікації вимови позначалися надрядковими літерами, написаними безпосередньо над літерою, яку вони модифікували. Наприклад, сучасний умлаут ü напочатку писали як uͤ. У такий спосіб писали не лише голосні, а й приголосні — наприклад, у словах ſheͨzze та boͮsen. У сучасних шрифтах такі літери зазвичай менші за інші надрядкові, а їхня базова лінія розташована трохи вище середньої лінії базового шрифту, завдяки чому вони виступають вверх не вище типового позначення порядкового числівника.
Надрядкові знаки використовуються для стандартних скорочень знака обслуговування (℠) і торговельної марки (™). Знаки охорони авторського права © та зареєстрованої торговельної марки ® іноді також пишуть як надрядкові — це залежить від шрифту та стилю видавництва.
На рукописних документах і вивісках грошову суму іноді пишуть із надрядковим позначенням цента: $8⁰⁰, 8€⁵⁰. Надрядкову частину часто підкреслюють: $8⁰⁰, 8€⁵⁰. Сам символ валюти теж може бути надрядковим: $80, 6¢. Не існує жодних правил щодо того, як слід писати ці символи — чи повинні вони бути надрядковими, меншими за цифри, вирівняними за якою-небудь із напрямних ліній тощо: зазвичай такі рішення залежать від уподобань автора, складача або друкаря.

### Надрядкові знаки, які зазвичай виходять за межі верхньої базової лінії
Наявність виноски в документі зазвичай позначають надрядковим знаком, як-от так5 або такxi. Для цього можна використовувати будь-яку комбінацію символів; у технічній літературі виноски іноді складаються одночасно з літер і цифр, наприклад, такA 2. В англомовній літературі виноски іноді позначають підрядковими символами, але позначення надрядковими символами поширеніші, оскільки вони більше виділяються з тексту. Крім того, виноски часто позначають однією* або кількома*** зірочками. Оскільки цей знак сам по собі розташований над верхньою базовою лінією, його зазвичай набирають безпосередньо, не переводячи у верхній індекс.
У математиці для позначення піднесення до степеня використовуються великі надрядкові знаки, які вказують на те, що одне число або змінна є степенем іншого числа або змінної. Таким чином, y4 — це y, піднесене до 4-го степеня, 2x — це 2, піднесене до степеня x, а відоме рівняння E = mc2 містить член для швидкості світла у квадраті. З часом це призвело до «зловживання позначеннями», коли надрядкові знаки вказують на склад ітераційної композиції функцій, включаючи похідні.
Надрядковими знаками позначають контраваріантні тензори в численні Річчі.
Заряди іонів і субатомних частинок також позначаються надрядковими літерами. Cl− — негативно заряджений атом хлору, Pb4+ — атом свинцю з позитивним зарядом чотири, e− — електрон, e+ — позитрон, μ+ — антимюон.
За допомогою надрядкових знаків записуються ізотопи атомів. У символьній формі кількість нуклонів позначається надрядковим префіксом до хімічного символу — наприклад, 3He (гелій-3), 12C (вуглець-12), 13C (вуглець-13), 131I (йод-131), 238U (уран-238). До цифри можуть додаватися літери m або f, якими позначають метастабільні ізомери або ізомери поділу, — наприклад, 58mCo або 240fPu.
У чисельниках дробів (як-от 34/35) зазвичай використовуються високо розташовані надрядкові знаки, хоча деякі спеціально розроблені гліфи дають змогу вирівняти верхню частину чисельника з верхньою частиною цифр на всю висоту.

## Приклади розміщення відносно опорних ліній
На наведеному нижче зображенні показано чотири найпоширеніші місця для підрядкових і надрядкових знаків відповідно до їх типового використання. Шрифт — Minion Pro, установлений в Adobe Illustrator. У більшості текстових процесорів алгоритми надрядкових символів за замовчуванням встановлюють th і lle надто високо, а «вага» всіх підрядкових і надрядкових гліфів буде надто малою.
Ще одним налаштуванням, яке часто не враховують програми-візуалізатори, є керування напрямком уявного руху надрядкових і підрядкових символів, коли вони не лежать на базовій лінії. У переважній більшості випадків візуалізатори контролюють розташування надрядкових і підрядкових символів лише по вертикалі і не контролюють — по горизонталі. В ідеалі зміщення по горизонталі має визначатися шрифтом (наприклад, за рахунок кернінгу). Наприклад, у курсивних і нахилених гарнітурах верхня частина літер зазвичай зміщена праворуч відносно нижньої, і через це надрядкові й підрядкові символи можуть накладатися на сусідні літери курсивного шрифту.
Приклад такого накладання під час рендерингу в HTML наведено праворуч. Щоб його уникнути, бажано вставляти зліва від першого надрядкового символу невеликий додатній відступ (наприклад, вузький пробіл), а перед підрядковим символом — від'ємний відступ (або пробіл від'ємної ширини).
Ця проблема частіше виникає з нахиленими шрифтами, ніж із курсивними, оскільки вони зазвичай мають більший нахил. У деяких шрифтах напрямок нахилу є варіативним. З огляду на це, не існує загального рішення, окрім того, що програма-візуалізатор, обробляючи надрядкові й підрядкові символи, має враховувати властивості конкретної гарнітури.
Утім, така сама проблема виникає й між проміжками звичайних гліфів, коли змішуються стилі нахилу.

## Підтримка в програмному забезпеченні

### Юнікод
Юнікод визначає символи нижнього й верхнього індексів у кількох областях; зокрема, у ньому передбачено повний набір цифр і літер у верхньому й нижньому індексі. Оскільки ці символи часто використовують для написання дробів, найчастіше сучасні шрифти містять більшість або всі з них у вигляді надрядкових і підрядкових символів, хоча іноді в тому самому шрифті літери й цифри вирівняні по-різному.
Консорціуми W3C і Unicode опублікували рекомендації щодо вибору між використанням тегів розмітки та символів верхнього та нижнього індексів:
При застосуванні в математичному контексті (MathML) рекомендується використовувати стильову розмітку для надрядкових і підрядкових символів послідовно. Однак якщо над- або підрядкові символи мають відображати семантичні відмінності, легше працювати з цими значеннями, закодованими в тексті, ніж із розміткою, наприклад, у фонетичній або фонематичній транскрипції.

### Настільні видавничі системи
У багатьох програмах для редагування й обробки текстів передбачено функції автоматичного додавання підрядкових і надрядкових знаків, хоча ці програми зазвичай просто використовують звичайні символи, зменшені в розмірі і переміщені відповідно вгору або вниз, а не окремо розроблені гліфи підрядкових і надрядкових знаків. У професійних програмах для верстки, як-от QuarkXPress або Adobe InDesign, також передбачено подібні функції для автоматичного перетворення звичайних літер на підрядкові або надрядкові індекси. Однак ці програми можуть також пропонувати власну підтримку OpenType для спеціальних гліфів підрядкових і надрядкових знаків, включених до багатьох професійних пакетів шрифтів (наприклад, наведених на зображенні вище).
| Програмне забезпечення | Підтримка OpenType для професійних гліфів       | Значення за замовчуванням для перетворення гліфів (непрофесійні гліфи) | Значення за замовчуванням для перетворення гліфів (непрофесійні гліфи) | Значення за замовчуванням для перетворення гліфів (непрофесійні гліфи) | Значення за замовчуванням для перетворення гліфів (непрофесійні гліфи) | Комбінації клавіш  | Комбінації клавіш  |
| Програмне забезпечення | Підтримка OpenType для професійних гліфів       | Розмір                                                                 | Положення підрядкового індексу                                         | Положення надрядкового індексу                                         | Налаштування, що змінюються користувачем                               | Надрядковий індекс | Підрядковий індекс |
| ---------------------- | ----------------------------------------------- | ---------------------------------------------------------------------- | ---------------------------------------------------------------------- | ---------------------------------------------------------------------- | ---------------------------------------------------------------------- | ------------------ | ------------------ |
| OpenOffice.org 3.3     | Ні                                              | 58 %                                                                   | −33 %                                                                  | +33 %                                                                  | Так                                                                    | Ctrl+⇧ Shift+P     | Ctrl+⇧ Shift+B     |
| LibreOffice 5.3        | Так                                             | 58 %                                                                   | −33 %                                                                  | +33 %                                                                  | Так                                                                    | Ctrl+⇧ Shift+P     | Ctrl+⇧ Shift+B     |
| Microsoft Word 2015    | Так                                             | 50 %                                                                   | −14,1 %                                                                | +40 %                                                                  | Вручну                                                                 | Ctrl+⇧ Shift+=     | Ctrl+=             |
| Adobe Illustrator CS3  | Так                                             | 58,3 %                                                                 | −33,3 %                                                                | +33,3 %                                                                | Так                                                                    |                    |                    |
| Adobe Photoshop CS3    | Тільки показники порядкових чисел               | 58,3 %                                                                 | −33,3 %                                                                | +33,3 %                                                                | Вручну                                                                 | Alt+Ctrl+⇧ Shift+= | Ctrl+⇧ Shift+=     |
| LaTeX                  | Так (з використанням тільки XeLaTeX або LuaTeX) | ≈70 %                                                                  | −14 %                                                                  | +25 %                                                                  | Вручну                                                                 |                    |                    |

### HTML
У синтаксисі HTML та Вікі підрядковий текст створюється за допомогою тегів <sub> і </sub>, а надрядковий — відповідно, <sup> і </sup>. Точний розмір і розташування отриманих символів залежать від шрифту і браузера, але зазвичай вони зменшуються приблизно до 75 % від початкового розміру.

### TeX
У математичному режимі редактора TeX (який використовується у MediaWiki), підрядкові знаки набираються зі знаком підкреслення (_), а надрядкові — зі знаком вставки (^). Аналогічним чином, запис $X_{ab}$ дає {\displaystyle X_{ab}}, а запис$X^{ab}$ — {\displaystyle X^{ab}}.
У текстовому режимі LaTeX математичний метод, описаний вище, не підходить, оскільки літери буде виділено «математичним курсивом», тому команда n\textsuperscript{th} дасть nth, а A\textsubscript{base} — Abase (текстові підрядкові знаки зустрічаються рідко, тому \textsubscript не є вбудованою, а вимагає пакет fixltx2e). Як і в інших системах, при використанні кодування UTF-8, чоловічі º і жіночі ª порядкові індекси можуть використовуватися як символи, без потреби використовувати команди.
Символ градуса — відповідно до свого походження як надрядкового кола (°) — є, власне, надрядковим символом кола (∘) (^{\circ}).
Надрядкові та підрядкові знаки довільної висоти можна створювати за допомогою команди \raisebox{<dimen>}{<text>}: перший аргумент — це величина, на яку потрібно підняти текст, а другий — сам текст; від'ємний перший аргумент опускає текст. У цьому випадку текст не змінюється автоматично, тому можна додати команду зміни розміру, наприклад, go\raisebox{1ex}{\large home}.

## Юнікод
У Юнікоді визначено надрядкові й підрядкові знаки кількох груп; зокрема, у ньому передбачено повний набір надрядкових і підрядкових цифр. Оскільки ці символи часто використовують для утворення дробів, у більшості сучасних шрифтів більшість або всі ці символи відображаються як надрядкові й підрядкові з висотою кегля та базовою лінією. У тому самому шрифті літери й цифри можуть вирівнюватися по-різному.
На відміну від цифр, набір надрядкових і підрядкових літер та інших символів є неповним і дещо випадковим, і в багатьох шрифтах їх просто немає. Через ці невідповідності надрядкові й підрядкові гліфи Юнікоду непридатні для деяких цілей (див. розділ «Використання» вище).

## OpenType
Шрифти OpenType підтримують деякі розширені можливості для професійно розроблених підрядкових і надрядкових гліфів. Конкретний набір гліфів залежить від гарнітури; у деяких із них передбачено лише базову підтримку цифр, тоді як інші містять повний набір літер, цифр і розділових знаків. Їх можна отримати, активувавши тег subs або sups. Ці функціональні теги можна вмикати, якщо програмне середовище підтримує додаткові можливості. Крім того, деякі інші шрифти розміщують їх у зоні приватного використання Юнікоду.